# هوپر (کلرادو)
هوپر (به انگلیسی: Hooper) شهری در ایالت کلرادو کشور ایالات متحده آمریکا است که جمعیت آن در سرشماری سال ۲۰۱۰ میلادی، ۱۰۳ نفر بوده‌است.

## نگارخانه

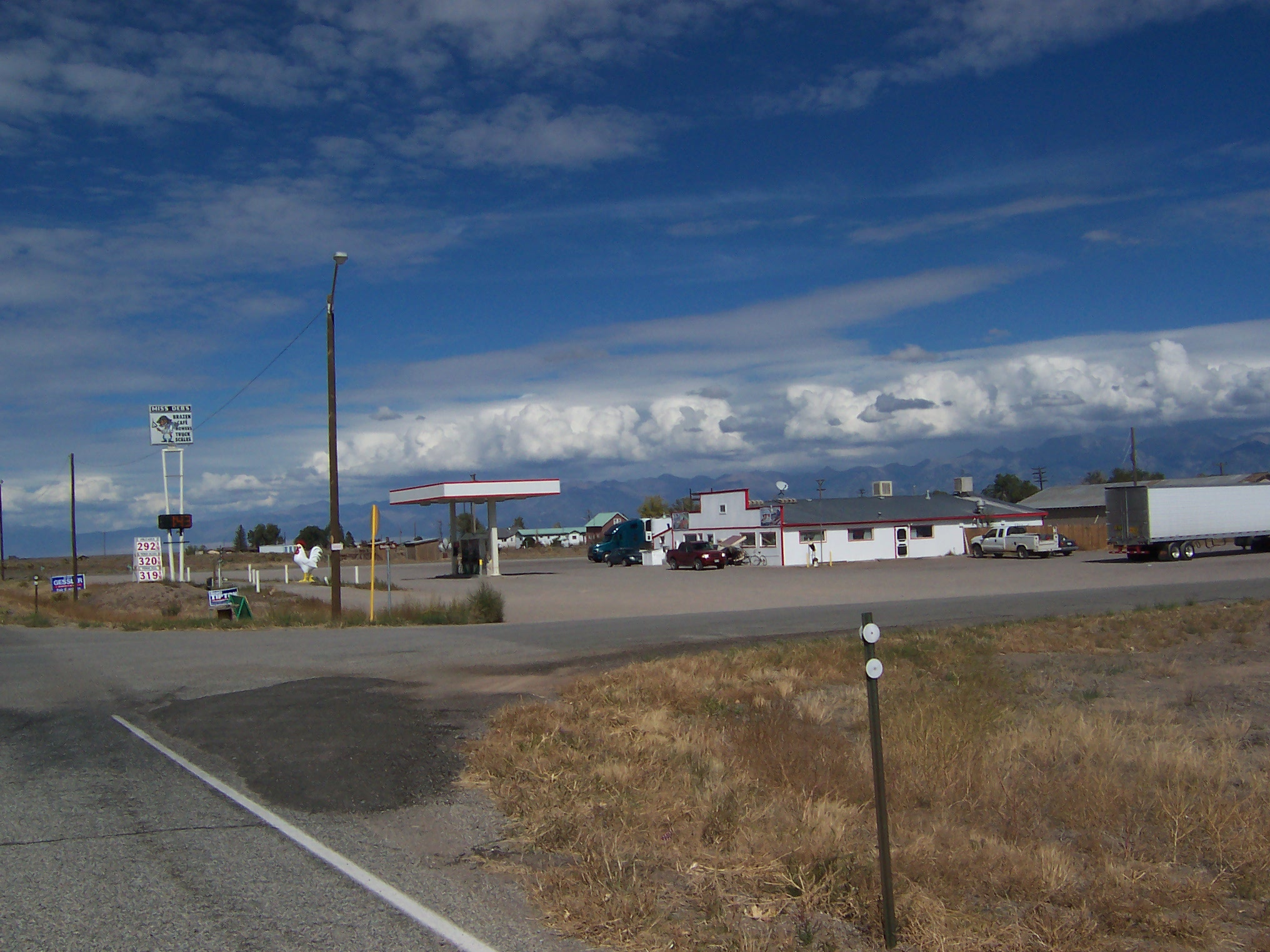
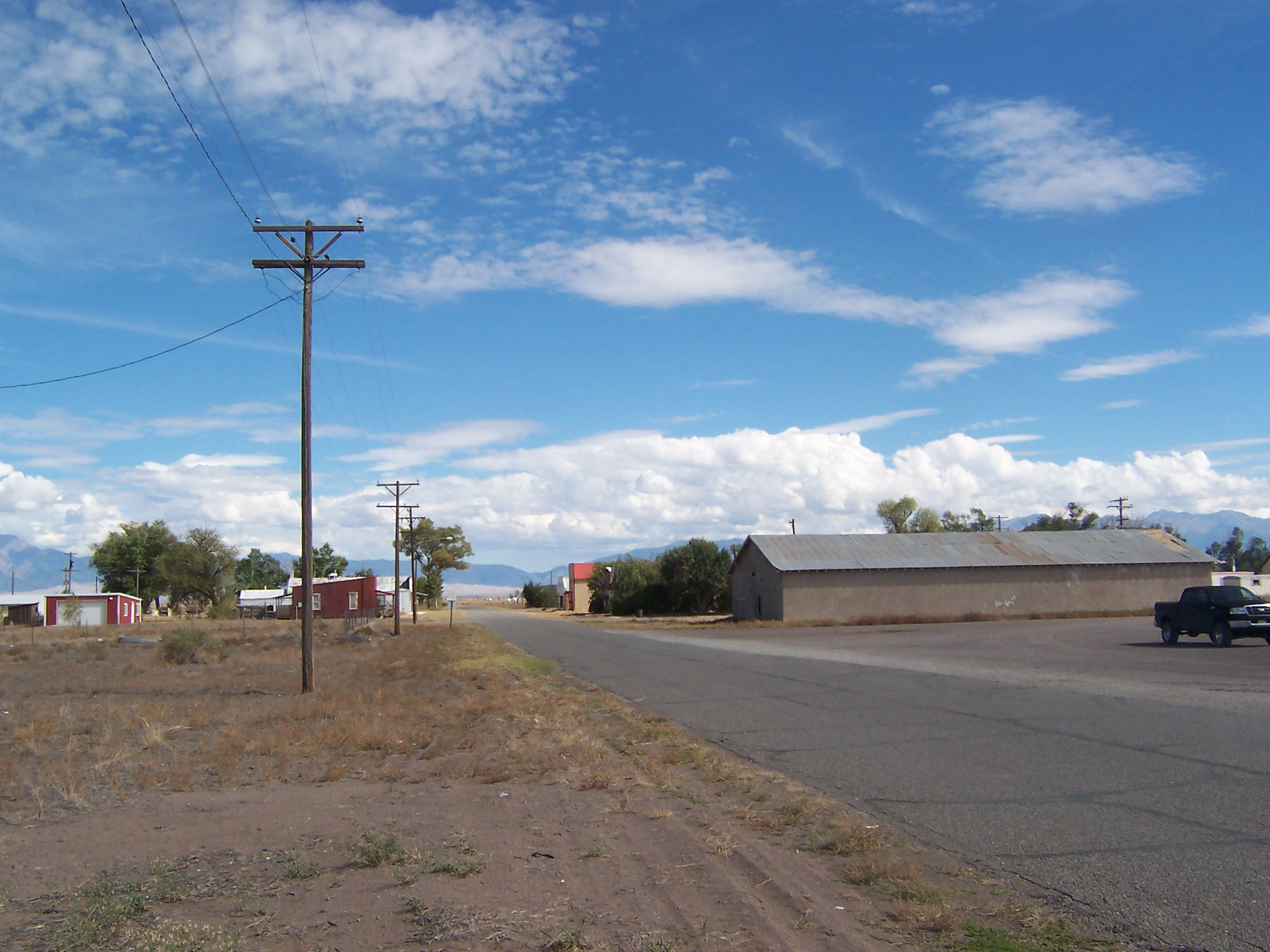
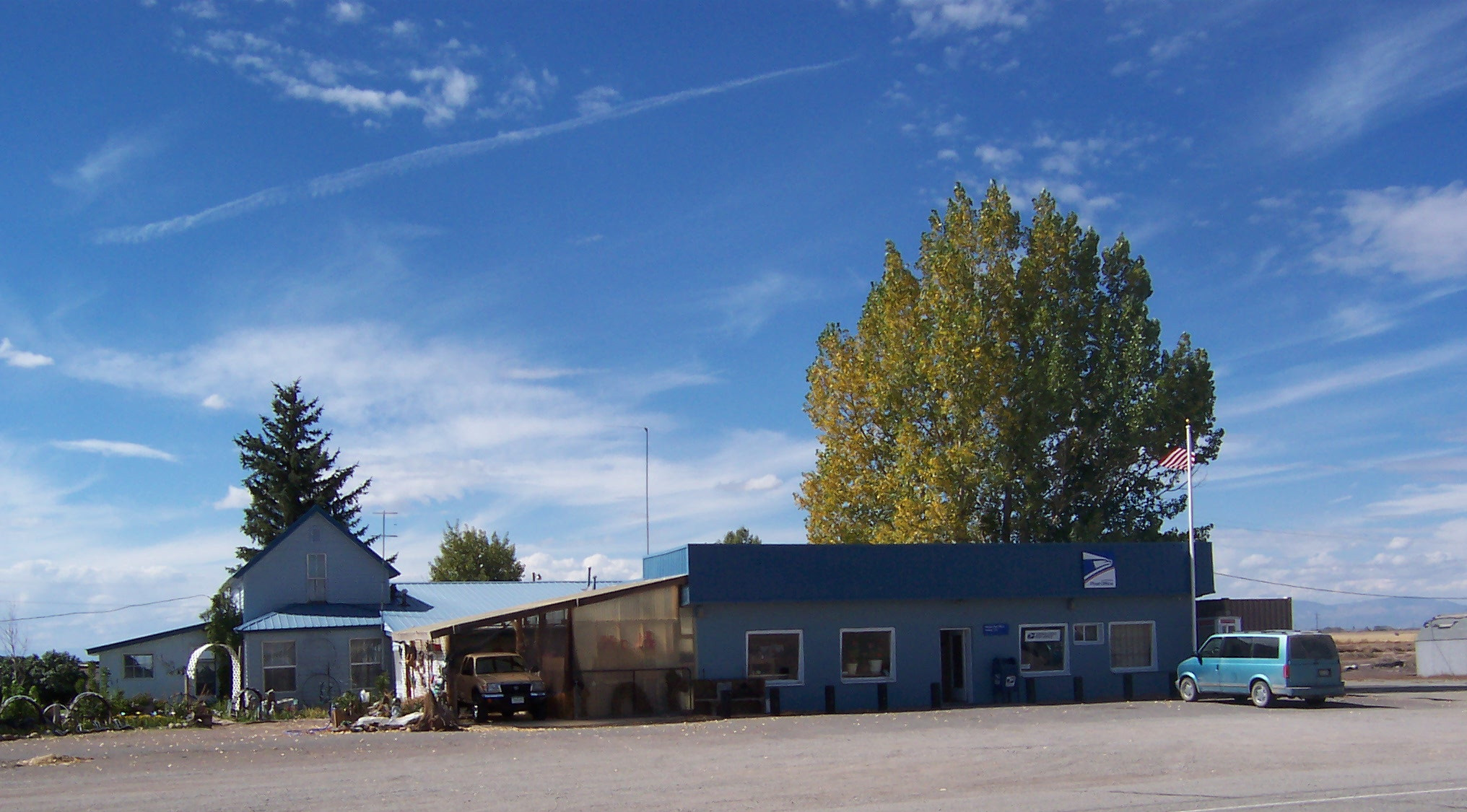
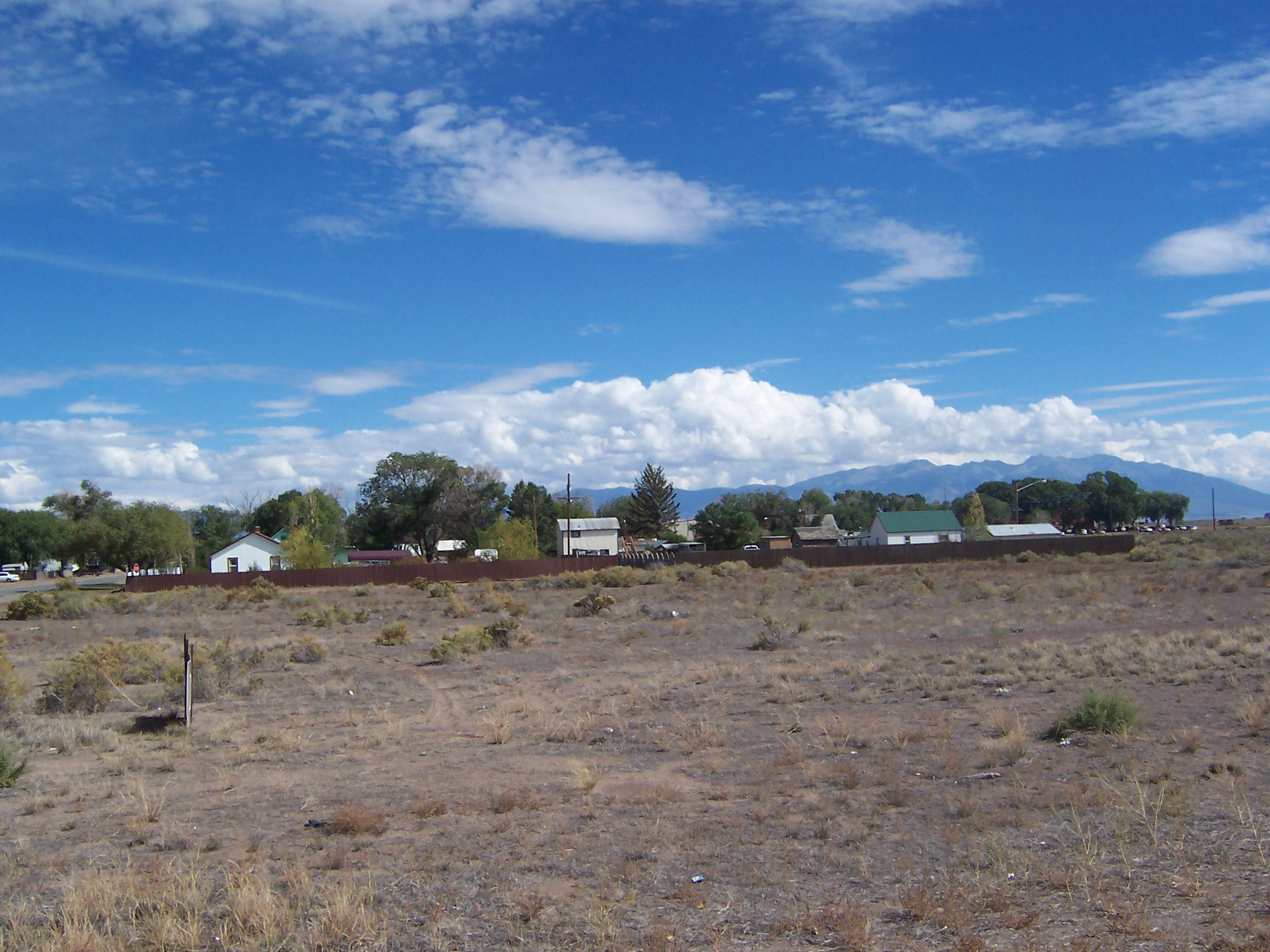